# 公德生

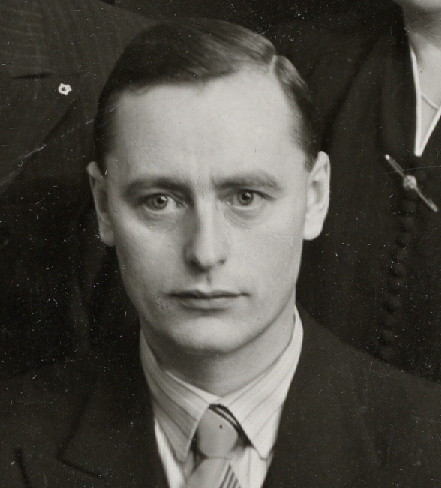

公德生 （挪威文：Oscar Christian Gundersen，1908年—1991年），于克里斯提阿尼亚出生，是挪威律师、挪威最高法院律师、挪威工党政治家以及挪威司法部长。曾经担任驻莫斯科挪威大使。其孙子杨艾登是挪威最高法院律师以及挪威保守党政治家。